# Scottish & Newcastle
Scottish & Newcastle (S&N) är en tidigare bryggerikoncern med huvudkontor i Edinburgh. Det blev 1995 den största bryggerikoncernen i Storbritannien. 
Scottish & Newcastle går tillbaka till bryggeriet William Younger & Co som gick samman med McEwan's 1931 och bildade Scottish Brewers. 1960 gick bolaget samman med Newcastle Breweries och bildade Scottish & Newcastle. Genom uppköp ägde Scottish & Newcastle flera bryggerier och dryckesmärken i Storbritannien och i andra länder: Baltika, Foster's, Kronenbourg (Frankrike), John Smith's, Strongbow, Sagres (Portugal), Lapin Kulta (Finland) och Kingfisher (Indien).
Bolaget köptes upp av Carlsberg och Heineken 2008 där Heineken tog över verksamheten i Storbritannien och Irland och Carlsberg tog över dryckesgruppen Baltic Beverages Holding (BBH). Carlsberg ägde sedan tidigare 50 procent i BBH. Sedan 2009 heter Scottish & Newcastles tidigare verksamhet i Storbritannien Heineken UK Ltd. 